# Neocentrus rufus
Neocentrus rufus är en insektsart som beskrevs av Thirumalai och Ananthasubramanian 1981. Neocentrus rufus ingår i släktet Neocentrus och familjen hornstritar. Inga underarter finns listade i Catalogue of Life.